# Дроздовидные муравейницы
Дроздовидные муравейницы (лат. Chamaeza) — род воробьиных птиц из семейства муравьеловковых. Обитают в Южной Америке.

## Общие сведения
Птицы этого рода довольно крупные, длиной от 19 до 22,5 см. Для них характерны красивые песни, которые слышны издалека. Часто ходят с частично поднятыми хвостами. Гнёзда строят на пнях и в оврагах.

## Виды
Международный союз орнитологов относит к роду 5 видов:
- Короткохвостая дроздовидная муравейница Chamaeza campanisona (Lichtenstein, 1823)
- Chamaeza meruloides Vigors, 1825
- Полосатая дроздовидная муравейница Chamaeza mollissima P.L.Sclater, 1855
- Пёстрая дроздовидная муравейница Chamaeza nobilis Gould, 1855
- Краснохвостая дроздовидная муравейница Chamaeza ruficauda (Cabanis et Heine, 1860)
- Chamaeza turdina (Cabanis et Heine, 1860)